# قارچ‌های زنگاری آگاریکوستیلبومایستس
قارچ‌های زنگاری آگاریکوستیلبومایستس(نام علمی: Agaricostilbomycetes) نام یک گونه از زیرشاخه قارچ‌های زنگاری است.